# Карані-Хоба (печера)
44°53′40″ пн. ш. 34°33′13″ сх. д. / 44.89441° пн. ш. 34.55371° сх. д.
Карані-Хоба інші назви Каракас-Коба, Харанлих-Хоба (від тюркського карани, каранлик — темрява) — карстова печера розташована в північній частині Карабі-яйли за 3 кілометри на захід від гори Кубріалі-Кир. Має лише одну але величезну залу з входом через дно провальної воронки.